# Onîtkivți, Tîvriv
Onîtkivți (în ucraineană Онитківці) este un sat în comuna Jahnivka din raionul Tîvriv, regiunea Vinnița, Ucraina.

## Demografie
Componența lingvistică a localității Onîtkivți
     Ucraineană (99,46%)
     Alte limbi (0,54%)
Conform recensământului din 2001, majoritatea populației localității Onîtkivți era vorbitoare de ucraineană (99,46%), existând în minoritate și vorbitori de alte limbi.